# Cleistes pusilla
Cleistes pusilla är en orkidéart som beskrevs av Pansarin. Cleistes pusilla ingår i släktet Cleistes, och familjen orkidéer. Inga underarter finns listade i Catalogue of Life.